# FC WIT 조지아
FC WIT 조지아(조지아어: საფეხბურთო კლუბი ვიტ ჯორჯია, 영어: FC WIT Georgia)는 므츠헤타를 연고로 하는 조지아의 축구 클럽이다. 현재는 조지아의 2부 축구 리그인 피르벨리리가에 참가하고 있다. 클럽 이름은 미국의 제약 회사인 월드 이노베이션 테크놀로지스(World Innovation Technologies)가 팀의 스폰서를 맡은 데서 유래된 이름이다.

## 성적
- 우마글레시리가 우승 2회 (2004, 2009), 준우승 3회 (2000, 2006, 2008), 3위 1회 (2003)
- 조지아 컵 우승 1회 (2010)
- 조지아 슈퍼컵 우승 1회 (2009), 준우승 1회 (2010)
- 피르벨리리가 우승 1회 (1997)